# Nemanja Ćalasan
Nemanja Ćalasan, né le 17 mars 1996 à Subotica en République fédérale de Yougoslavie, est un footballeur international serbe. Il évolue au Spartak Subotica au poste de défenseur central.

## Biographie
Il joue son premier match en équipe de Serbie le 29 janvier 2017, en amical contre les États-Unis (match nul 0-0 à San Diego).